# Hamburg-Altstadt
Hamburg-Altstadt (amtlicher Name zur Abgrenzung von Altona-Altstadt) ist ein Stadtteil im Bezirk Hamburg-Mitte der Freien und Hansestadt Hamburg. Zusammen mit der westlich benachbarten Neustadt liegt er innerhalb des Wallrings.

## Geografie
Der Stadtteil Hamburg-Altstadt liegt im Zentrum Hamburgs zwischen den Stadtteilen Neustadt, HafenCity, Hammerbrook und St. Georg. Die Grenze zur Neustadt im Westen bildet das Alsterfleet, nach Süden wird die Altstadt durch den Zollkanal, nach Norden und Osten durch die Binnenalster sowie die Gleisanlagen der Verbindungsbahn begrenzt. Am Deichtorplatz im äußersten Südosten grenzt Hammerbrook an die Altstadt.

## Geschichte
Auf dem Gebiet der Altstadt befand sich der älteste Siedlungskern Hamburgs rund um den Domplatz. Hier lag die von den Wikingern im Jahre 845 zerstörte Hammaburg. Zum Befestigungssystem gehörte der etwa 300 Meter lange Heidenwall, der die Siedlung nach Osten schützte und von der heutigen Rosenstraße zum Schopenstehl verlief. Im Keller des Gemeindehauses St. Petri können noch die Fundamente des ältesten Stadttores besichtigt werden, das bis vor wenigen Jahren für einen bischöflichen Wehrturm gehalten wurde.

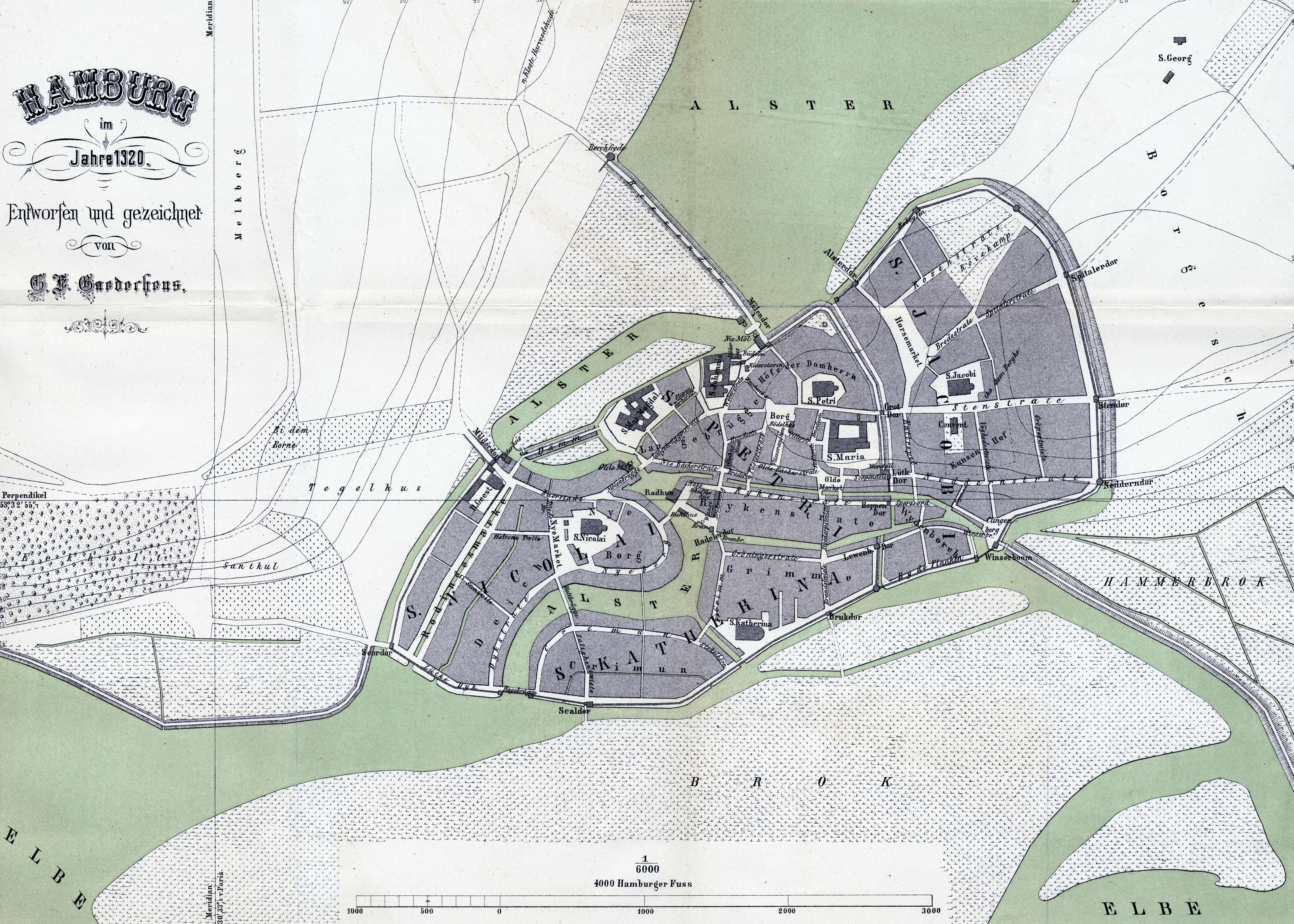
Karte zum Jahr 1320

Um 1188 entstand am Nikolaifleet im Bereich der späteren Hauptkirche St. Nikolai eine Kaufmannssiedlung durch Adolf III., Graf zu Schauenburg, Stormarn und Holstein. Diese Gründung stand in Konkurrenz zur bischöflichen Stadt rund um die Petrikirche. Zuvor befand sich dort die gräfliche Neue Burg, an die die gleichnamige Straße bei der Nikolaikirche erinnert. Die Trostbrücke verbindet seit 1266 die beiden Teile der Altstadt. Diese „gräfliche Neustadt“ gehört heute zum Stadtteil Hamburg-Altstadt und ist nicht mit der heutigen Neustadt zu verwechseln.
Bereits ab 1240 entstanden die ersten Mauern und Wallanlagen, darunter der Alte Wall. Der Verlauf zwischen der Alster und dem Oberbaum entsprach dem der späteren Wallanlagen. Im Bereich der Altstadt gab es folgende Stadttore: Alstertor, Dammtor (auf dem Damm über die Alster, dem heutigen Jungfernstieg), Ellerntor, Schaartor, Schaltor, Brooktor, Winsertor, Niederntor, Steintor und Spitalertor.
Die Alster wurde für den Betrieb mehrerer Mühlen aufgestaut und parallel zum Rödingsmarkt, in dessen Mitte ein Fleet verlief, wurde ein Wassergraben angelegt, der heute das Alsterfleet bildet und über das die Alster in die Elbe mündet. Der ursprüngliche Alsterhauptarm behielt als Nikolaifleet seine Funktion als Hafen der Stadt.
Zum Schutz des Hafens diente im Westen eine Reihe von Baumpfählen in der Elbe, sie bildeten den Baumwall. Im Osten war der Hafen gegen Elbe und Bille durch den Oberbaum geschützt.

### Ausdehnung der Altstadt

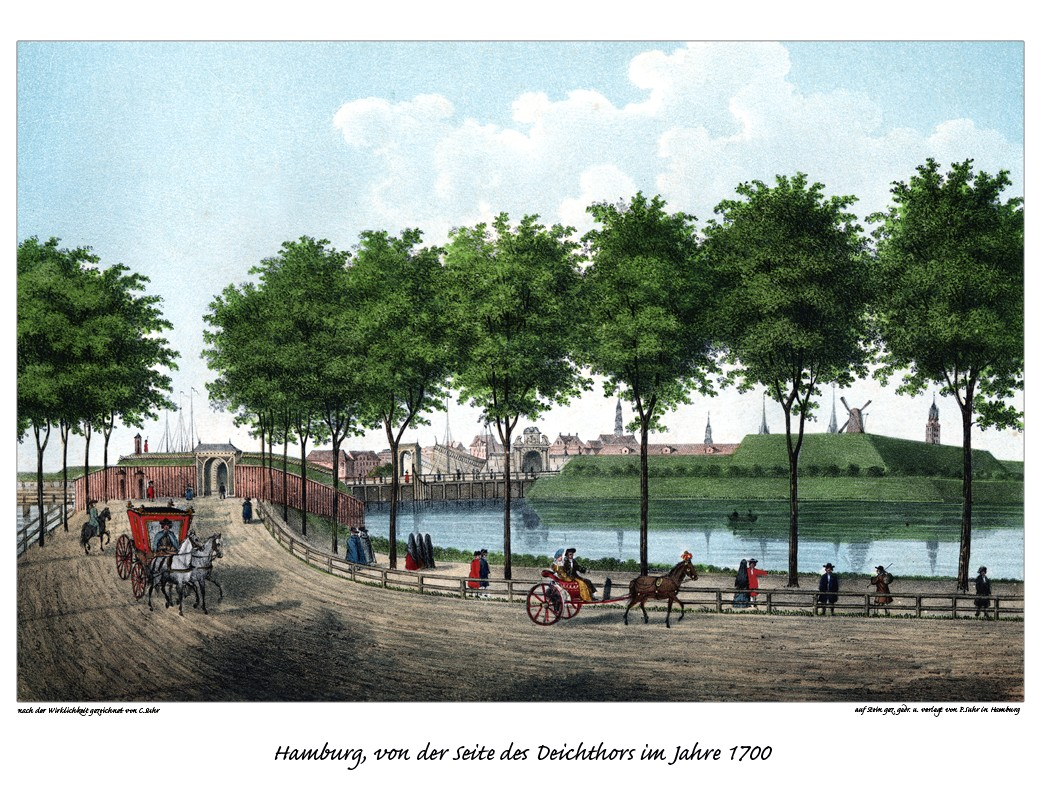
Blick vom Deichtor auf die Stadt (1700)

Erstmals erwähnt wurden 1255 die Hauptkirche Sankt Jacobi und 1256 die Hauptkirche Sankt Katharinen. Beide Erwähnungen dokumentieren die Ausdehnung der Stadt in Richtung Osten im Zuge der Steinstraße (Jakobikirche) und nach Süden in die Elbmarsch (Katharinenkirche mit den Inseln Cremon und Grimm). Bis zur Besiedlung der Hamburger Neustadt (Kirchspiel St. Michaelis) im 17. Jahrhundert bestand damit die Altstadt Hamburgs aus den vier Kirchspielen St. Petri, St. Nikolai, St. Katharinen und St. Jakobi. Diese Kirchspiele hatten auch Bedeutung als Organisationseinheiten bei der Verwaltung der Stadt.
Zur Entwässerung des im Mündungsdelta von Alster und Bille gelegenen Gebiets wurden Fleete angelegt. Sie dienten später dem Warenverkehr. Einige Fleete wurden durch den Bau der Speicherstadt im südlichen Teil des Kirchspieles St. Katharinen (südlich vom Zollkanal) in den 1880er Jahren entbehrlich. Dabei wurden ca. 20.000 Einwohner umgesiedelt. Weitere Fleete wurden nach dem Zweiten Weltkrieg mit Trümmerschutt verfüllt.
Etliche Straßennamen erinnern noch an die alten Fleete: Gröningerstraßenfleet, Steintwietenhof (ehemaliges Deichstrassenfleet, über welches die Steintwiete verlief), Steckelhörnfleet und Katharinenfleet. Übrig blieben nur das breite Nikolaifleet, das kleine Becken des Mönkedammfleets und das Alsterfleet. Die Ansätze von Steckelhörnfleet und Gröningerstraßenfleet sind noch bei der Katharinenbrücke und bei der Zollenbrücke zu erkennen.

### Citybildung

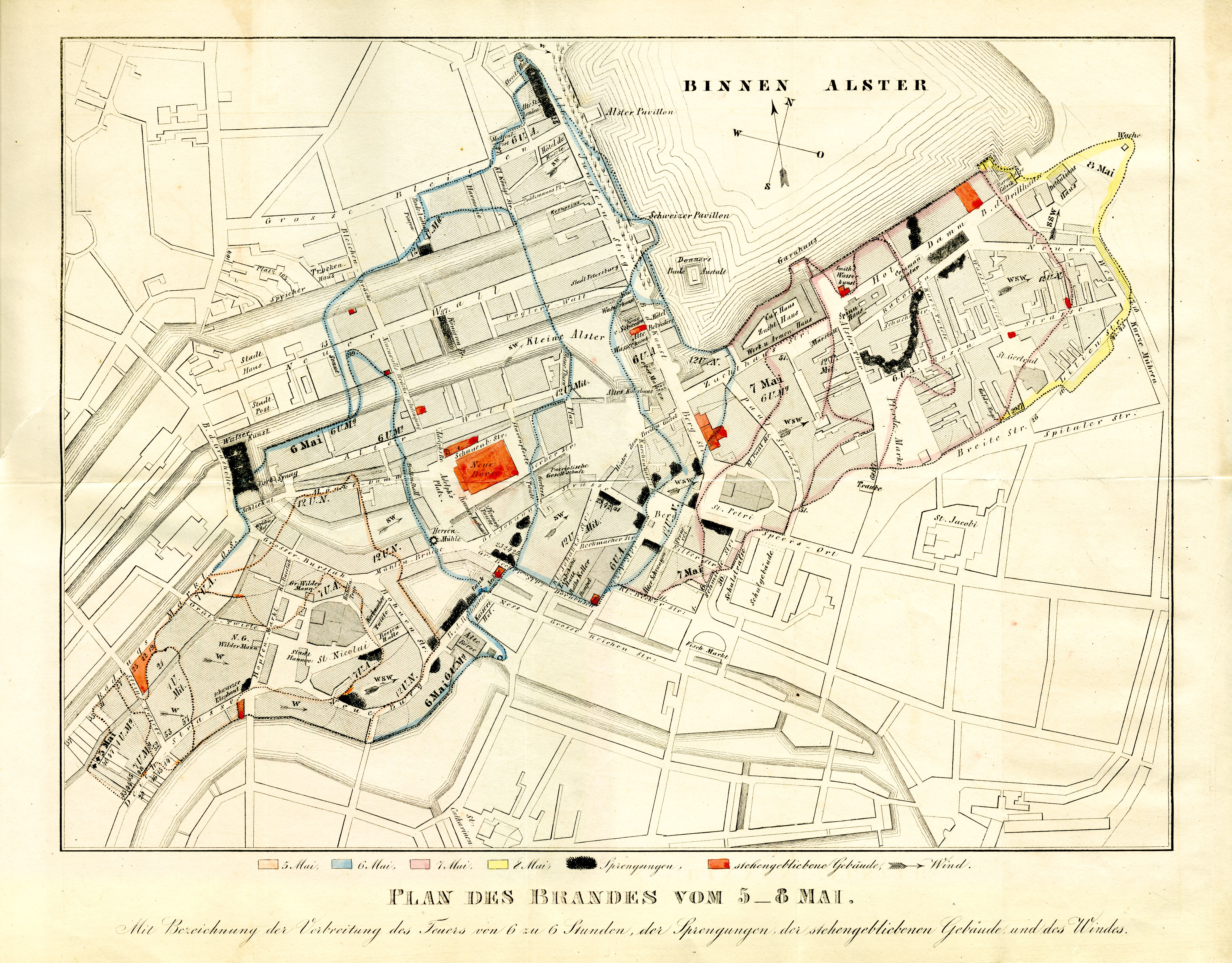
Zeitgenössische Karte des Brandgebietes

Durch den Hamburger Brand wurden 1842 große Teile der Altstadt zerstört. Mit dem Neuaufbau wurde von den überkommenen engen mittelalterlich geprägten Straßenstrukturen und den häufig auch klein parzellierten Grundstücken abgegangen und die Chance für eine Modernisierung der Stadt genutzt. Die wichtigsten Architekten der Zeit nach dem Brand waren Jean David Jollasse, Alexis de Chateauneuf und Auguste de Meuron, von deren Bauten allerdings nur noch die Alte Post und die Alsterarkaden erhalten geblieben sind. Der aufblühende Handel und später auch die Reichsgründung führten zu geänderten Bedürfnissen in der Gestaltung der Bauten. Die Aufhebung der Torsperre und die Bahnhöfe der neuen Eisenbahn erforderten eine geänderte Infrastruktur zur Verbesserung der Mobilität.

Ehemalige Bahnhöfe und neue Gleisführung ab 1906

Ab 1866 wurden, beginnend mit dem Bau der Bahnstrecke Bahnhof Schulterblatt – Bahnhof Hamburg Klosterthor, Hamburgs Eisenbahnanlagen wesentlich umgestaltet. 1906 wurde der Hamburger Hauptbahnhof eröffnet. In der Folgezeit wurde die Mönckebergstraße angelegt, unter der seit 1912 die erste U-Bahn Hamburgs mit den Haltestellen Rathausmarkt (heute Rathaus) und Barkhof (heute Mönckebergstraße) verläuft. Im Bereich zwischen dem Ballindamm an der Binnenalster und der Steinstraße entstanden große Kontorhäuser und Kaufhäuser, überwiegend mit Sandsteinfassaden.
Mit der Sanierung der südlichen Altstadt, zwischen dem Deichtor und der Brandstwiete, dem Zollkanal und der Steinstraße in der Zeit von 1914 bis 1938 erhielt das Straßennetz der Altstadt nahezu die heutige Form. Das Kontorhausviertel löste die letzten alten Straßen im Gängeviertel ab.

## Einzelne Gebiete

### Reichenstraße

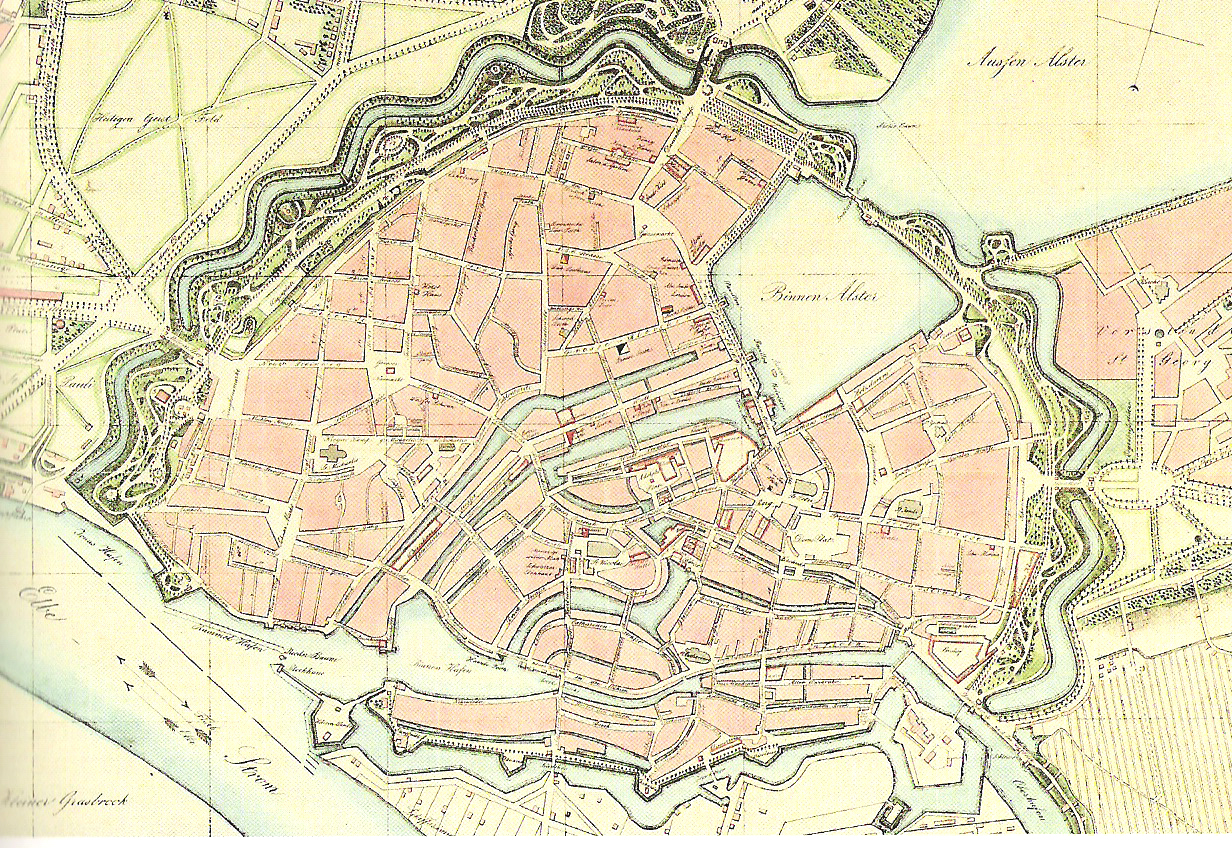
Karte Hamburgs 1835; südöstlich der Alster die Altstadt, nordwestlich davon die Neustadt

Die südlich der heutigen Großen und Kleinen Reichenstraße Richtung Hauptstrom der Elbe liegende ehemalige Insel ist bereits um 850 besiedelt worden. Es handelt sich damit um die älteste Besiedlungserweiterung aus der Hammaburg hinaus in das Marschgebiet. Das Gebiet der ehemaligen Insel wird (nach heutigen Straßennamen) durch die Trostbrücke im Westen, die Große und die Kleine Reichenstraße im Norden sowie die Willy-Brandt-Straße im Süden begrenzt. Im Osten war in etwa der Hopfensack die Grenze. Dort wo sich heute die Flächen der Reichenstraßen befinden, lag früher das Reichenstraßenfleet. Die Grundstücke verliefen vom Fleet nach Süden bis zum Gröningerstraßenfleet, auf dessen Gebiet heute die Willy-Brandt-Straße verläuft. Während zum Reichenstraßenfleet hin die Wohn- und Geschäftsräume erbaut wurden, lagen die Speicher Richtung Gröningerstraßenfleet.
Ab 1866 wurde das Reichenstraßenfleet zugeschüttet, um eine breite Straße vom Berliner Bahnhof zum Stadtzentrum anlegen zu können. Eines der wenigen erhaltenen Originalbauteile aus der Großen Reichenstraße ist das Portal des Cranz’schen Haus (Große Reichenstraße 49), das sich heute in den Wallanlagen in der Nähe des Museums für Hamburgische Geschichte befindet.

### Cremon

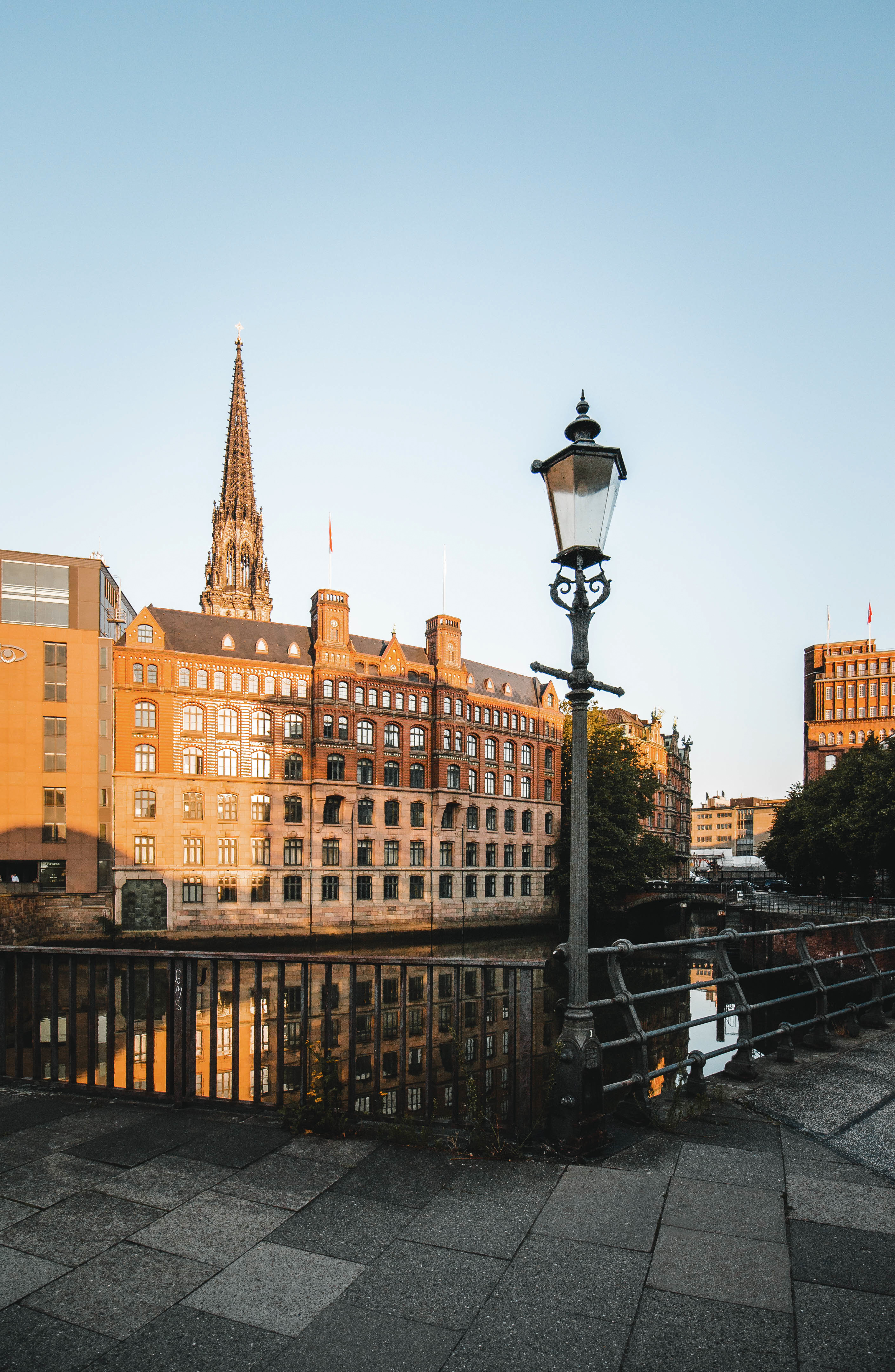
Die Trostbrücke 1 beim Nikolaifleet

Die Marschinsel Cremon wurde 1188 eingedeicht und den Siedlern der Neuen Burg als Weide zugewiesen. Bereits kurze Zeit später wurde die Insel besiedelt. Richtung Hafen am Nikolaifleet wurden die Häuser erbaut. Hinter den Häusern wurde ein Entwässerungsgraben, das spätere Katharinenfleet, gegraben. Die jenseits des Katharinenfleets gelegenen Grundstücke dienten zunächst weiter als Weide und wurden erst später bebaut. Im Mittelalter wurde dann außendeichs direkt am Nikolaifleet gebaut.

### Grimm
Der Grimm wurde bald nach dem Cremon besiedelt. Die Besiedlung erfolgte ähnlich wie beim älteren Cremon, jedoch ohne rückwärtiges Entwässerungsfleet. Auf dem Grimm liegt die im Ursprung aus dem 13. Jahrhundert stammende Hauptkirche St. Katharinen. Das Kirchspiel war nach der Besiedlung von Cremon und Grimm zur geistlichen Versorgung der Bevölkerung beider Inseln gegründet worden.

### Deichstraße
Jenseits von Cremon und Grimm liegt die Deichstraße. Das Gebiet wurde von der Neuen Burg aus um 1200 bebaut. Am Nikolaifleet befand sich seit dem Mittelalter der Hamburger Hafen. In der Deichstraße ist der Große Brand von 1842, der praktisch die gesamte damalige Kernstadt zerstörte, ausgebrochen. Dass die alte Bausubstanz in den 1970er Jahren nicht abgerissen wurde, ist dem „Verein Rettet die Deichstraße“ zu verdanken, der mit Spendengeldern und dem Verkauf von Andenken die Restaurierung verschiedener Gebäude ermöglichte.
Fußgängerbrücken über die Willy-Brandt-Straße (Cremonbrücke, 2021 abgerissen) und den Zollkanal erlauben heute einen touristischen Rundgang vom Rathausmarkt über die ehemalige Hauptkirche St. Nikolai am Hopfenmarkt und die Deichstraße zur Speicherstadt.

### Hafen am Nikolaifleet

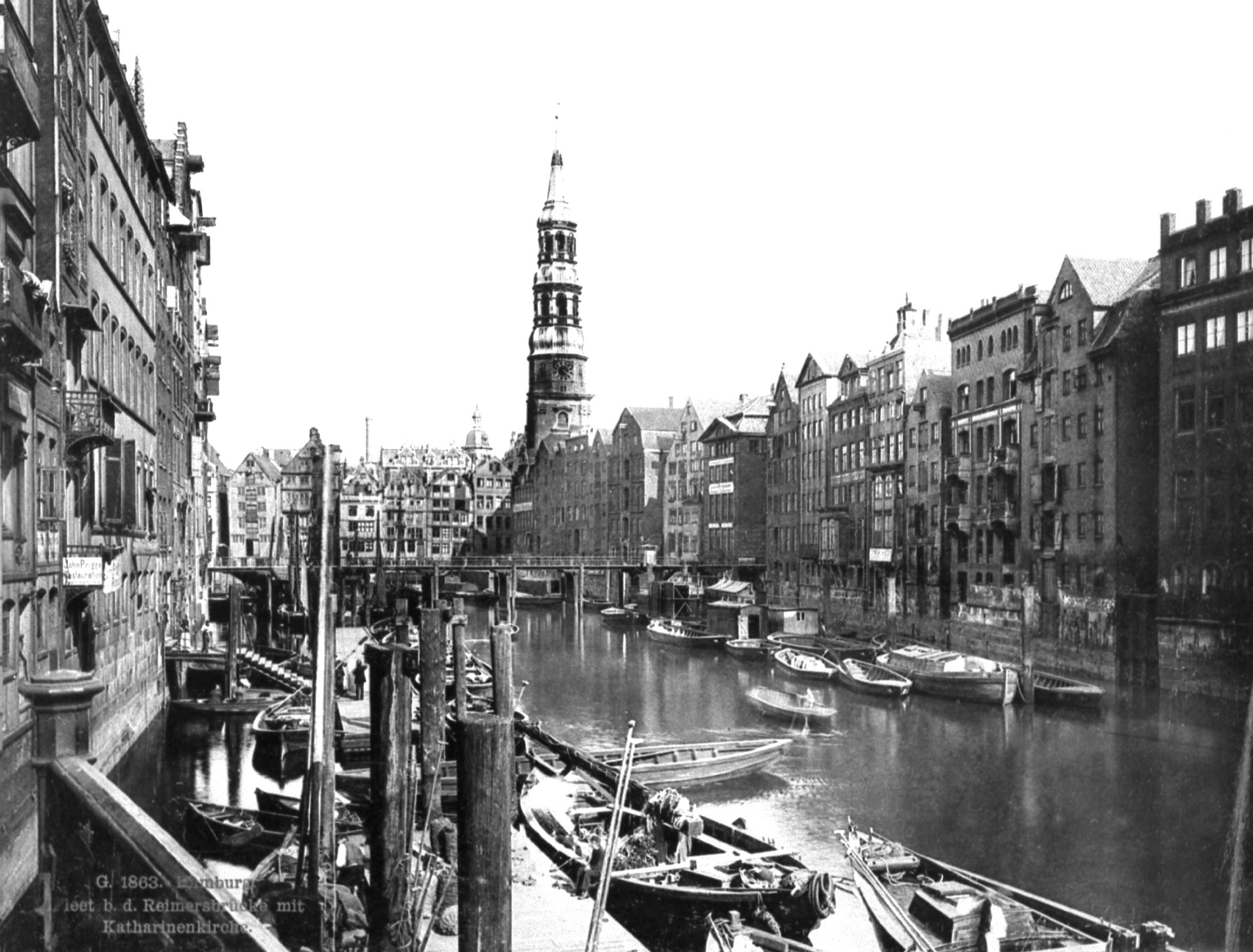
Nikolaifleet mit Reimersbrücke und Katharinenkirche (1863)

Seit dem 12. Jahrhundert, entwickelte sich das Nikolaifleet zum Hauptumschlagplatz Hamburgs. Da sowohl bei Ebbe (wegen Niedrigwassers) als auch bei Flut (wegen der Brückendurchfahrten) ein Ein- und Auslaufen der größer werdenden Schiffe immer schwieriger wurde, wurde ein Elbhafen gebaut.

### Einkaufsviertel
Bis zum Beginn des 20. Jahrhunderts waren die drei Marktplätze die Haupteinkaufsorte der Altstadt: der Alte Fischmarkt südlich des Doms, dazu der Pferdemarkt (heute Gerhart-Hauptmann-Platz) sowie der Hopfenmarkt bei St. Nikolai. Der älteste Marktplatz der Stadt, der Berg südwestlich von St. Petri, war bereits nach dem Großen Brand 1842 aufgegeben und mit Kontorhäusern überbaut worden; lediglich die Bergstraße erinnert noch daran.
1910 wurde als Entlastung der Steinstraße die Mönckebergstraße durch die alte Bebauung durchgebrochen. Sie war als Haupteinkaufsstraße konzipiert und lief der bisherigen ersten Adresse Großer Burstah bald den Rang ab. Zusammen mit den umliegenden anderen Einkaufsstraßen bildet sie einen Mittelpunkt des innerstädtischen Hamburger „Shopping“-Bereichs. Wohnbebauung ist in diesem Bereich der Altstadt kaum noch vorhanden.

## Kirchen
Hamburg war ursprünglich in vier Kirchspiele eingeteilt: St. Jacobi, St. Katharinen, St. Nikolai und St. Petri. Als fünftes Kirchspiel kam später St. Michaelis in der Neustadt hinzu. Mit der Reformation, die in Hamburg durch Johannes Bugenhagen durchgeführt wurde, wurde Hamburg lutherisch. Erst durch die Reglemente über die fremden Religionsverwandten konnten auch französische Reformierte und englische Anglikaner ihren Gottesdienst legal in Hamburg ausüben. Die römisch-katholische Gemeinde hingegen musste lange auf die Privatkapelle in der kaiserlichen Gesandtschaft ausweichen und bekam erst zur Zeit der französischen Besatzung den Kleinen Michel in der Neustadt zum Gottesdienst zugewiesen.
Auf dem Domplatz zwischen den Straßen Speersort und Schopenstehl befand sich vom 13. Jahrhundert bis 1806 der alte Mariendom, der aber als Exklave zum Erzbistum Bremen gehörte und seit der Reformation keine Verbindung mehr zu den Stadtkirchen und auch keine nennenswerte eigene Gemeinde hatte.

## Einwohnerentwicklung
Das Viertel ist durch Kaufhäuser, Ladengeschäfte und Kontorhäuser geprägt. Es gibt nur noch wenige Wohnungen, sie liegen in den späten Bauten des Kontorhausviertels. In den 1930er Jahren, als diese Bauten entstanden, war kein Bedarf an weiterem Büroraum. Im Bereich des Katharinenfleets westlich der Katharinenkirche entstanden in den 1970er Jahren neue Wohnungen. Zur Belebung der Innenstadt werden in jüngerer Zeit um den Hopfenmarkt und die Nikolaikirche neue Wohnungen gebaut.
Einwohner
2004: 1.774
2006: 1.556
2019: 2.350

### Statistik
(Quelle:)
- Anteil der unter 18-Jährigen: 11,4 % [Hamburger Durchschnitt: 16,8 % (2023)]
- Anteil der über 64-Jährigen: 10,9 % [Hamburger Durchschnitt: 17,8 % (2023)]
- Ausländeranteil: 23,2 % [Hamburger Durchschnitt: 20,7 % (2023)]
- Arbeitslosenquote: 5,9 % [Hamburger Durchschnitt: 6,2 % (2023)]

Das durchschnittliche Einkommen je Steuerpflichtigen beträgt in Altstadt 62.184 Euro jährlich (2020), der Hamburger Gesamtdurchschnitt liegt bei 48.035 Euro.

## Politik

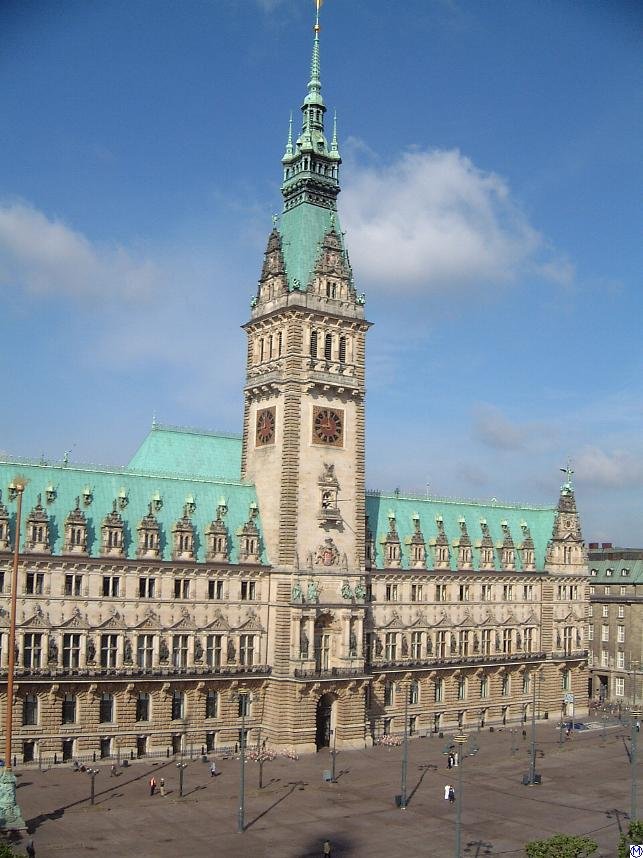
Hamburger Rathaus

Für die Wahl zur Hamburgischen Bürgerschaft gehört Hamburg-Altstadt zum Wahlkreis Hamburg-Mitte.
Bei den Bürgerschaftswahlen 2025, 2020, 2015, 2011, 2008, 2004, 2001, 1997, 1993, 1991 und 1987 kam es zu folgenden Ergebnissen:
| Wahljahr | SPD    | Grüne 1) | CDU    | Linke 2) | FDP    | AfD    | Übrige    |
| -------- | ------ | -------- | ------ | -------- | ------ | ------ | --------- |
| 2025     | 25,2 % | 20,2 %   | 20,0 % | 13,9 %   | 06,3 % | 05,9 % | 08,5 %    |
| 2020     | 29,1 % | 30,5 %   | 09,6 % | 09,9 %   | 07,9 % | 04,9 % | 08,2 %    |
| 2015     | 39,1 % | 13,6 %   | 10,7 % | 15,6 %   | 08,9 % | 06,8 % | 05,3 %    |
| 2011     | 49,2 % | 15,2 %   | 17,0 % | 08,0 %   | 04,1 % | –      | 06,3 %    |
| 2008     | 33,4 % | 12,9 %   | 39,7 % | 06,8 %   | 05,2 % | –      | 02,0 %    |
| 2004     | 31,4 % | 17,3 %   | 39,1 % | –        | 03,2 % | –      | 09,0 %    |
| 2001     | 35,6 % | 14,4 %   | 22,5 % | 00,5 %   | 05,4 % | –      | 21,6 % 3) |
| 1997     | 36,6 % | 20,2 %   | 22,7 % | 00,5 %   | 03,5 % | –      | 16,5 % 4) |
| 1993     | 43,3 % | 19,8 %   | 17,3 % | –        | 03,4 % | –      | 16,2 % 5) |
| 1991     | 48,9 % | 11,8 %   | 28,2 % | –        | 05,5 % | –      | 05,6 %    |
| 1987     | 46,0 % | 11,2 %   | 36,5 % | –        | 05,3 % | –      | 00,9 %    |

Bei den Wahlen zur Bezirksversammlung gehört der Stadtteil zum Wahlkreis Hamburg-Altstadt, HafenCity, Neustadt, St. Pauli. Bei Bundestagswahlen zählt Hamburg-Altstadt zum Bundestagswahlkreis Hamburg-Mitte.

## Museen
Direkt neben dem Hauptbahnhof liegt die Hamburger Kunsthalle mit der Galerie der Gegenwart. Ebenfalls im Stadtteil befinden sich die Deichtorhallen sowie das Bucerius Kunst Forum.

## Theater
Das Thalia Theater ist die zweitgrößte Sprechbühne der Stadt.